# Радецки (пароброд)
Радезки (буг. Радецки, Радетски ) је аустроугарски путнички пароброд саграђен 1851. године у бродоградилишту у Обуди, Мађарска, а користио се за редовне пловидбе на Дунаву, углавном између Оршове, Аустро-Угарска и Галца, Румунија. Назван по Бохемијском племићу и аустријском генералу Јозефу Радецком (1766 – 1858), најзначајнији у историји Бугарске као брод који су револуционар и песник Христо Ботев и његова група отела без проливене крви и користила да стигне до Козлодуја, Бугарска.

## Путовање
29. маја 1876, након што је брод напустио луку Бекет, бугарски револуционари, који су се укрцали у различитим лукама прерушени у баштоване (205 устаника), приморали су капетана Дагоберта Енглендера да промени курс и пребаци групу у бугарску луку Козлодуј, одакле су планирали да организују против-отоманску побуну као наставак већ угушеног априлског устанка исте године. Ботев је посади и путницима послао следећу поруку: 
Господине капетане!
Драги путници!
Имам част да вас обавестим да су бугарски побуњеници, којима имам част да будем војвода, смештени на овом броду.
По цени наше стоке и наших пољопривредних алатки, по цени наших великих напора и жртвовања наших добара, и коначно по цени свега што је добро на овом свету (без знања и упркос прогањања власти у земљи чију неутралност поштујемо), обезбедили смо се оним што нам је потребно, како би отишли да помогнемо нашој револуционарној браћи, која се тако храбро боре под Бугарским лавом за слободу и независност наше драге домовине - Бугарске.
Љубазно молимо путнике да не брину и да остану смирени. Што се тиче вас, г. капетане, имам тешку дужност да вас позовем да ставите брод под нашу контролу док се не искрцамо, и истовремено вам кажем да ће ме ваш и најмањи отпор нажалост приморати да применим силу и против моје воље се осветим за непријатан инцидент на палуби немачког пароброда у Русеу 1867. године.
У сваком случају, наш борбени узвик је следећи:
Живела Бугарска!
Живео Франц Јозеф!
Живео гроф Андраши!
Живела хришћанска Европа!
Капетан је пристао да групу пребаци у Козлодуј. По доласку у Бугарску, револуционари су се спустили на колена и пољубили земљу, опростивши се са путницима и капетаном, који их је поздравио салутирајући и машући својом капетанском капом. 

## Судбина револуционара
Након што се Ботевљева чета искрцала, капетан Дагоберт Енглендер се бродом упутио према следећој луци. Тамо су путници пријавили турским властима да се на обалу крај Козлодуја искрцала оружана група. Капетан је приморан да да исказ. Он је навео да устаници нису применили силу над њим и посадом и подвукао да су се чак пријатељски растали. Енглендер је такође изјавио да је ретко виђао тако импресивног и енергичног човека попут војводе Ботева. Међутим, упркос очекивањима чланова Ботевљеве чете, они нису добили подршку локалних активиста и морали су да сами воде тешке окршаје против непријатеља. Последња битка између чете Христа Ботева и турских јединица вођена је 20. маја 1876. г. по јулијанском календару, односно 1. јуна по грегоријанском. У њој је Војвода пао погођен метком. Његова смрт изазвала је збуњеност међу устаницима, а чета Христа Ботева је поражена.

## "Радецки" пароброд данас
Радецки је повучен 1918. године и уништен 1924. године, иако је већина његових делова сачувана, попут заставе са грбом, печата, капетанова мастионица, оригиналне дозволе итд, које је брат капетана, Адолф Енглендер, предао Борису III од Бугарске. Између 1964. и 1966, поводом 90. годишњице смрти Христа Ботева, на иницијативу новинарке Лилијане Лозанове прикупљен је новац од 1.200.000 бугарских ученика, и пароброд је реконструисан на основу оригиналног дизајна и техничких података које је дао бродски фарбар Кирали Јозеф. Реконструисани Радецки званично је отворен као музејски брод 30. маја 1966. у Козлодују. Сачињен је од совјетског тегљача из 1953. године и делова оригиналног Радецки пароброда сачуваних 1918. године.
Данас се по традицији 2. јун обележава као Дан Ботева и погинулих за слободу и независност Бугарске. Брод је касније укључен у 100 Националних туристичких објеката Бугарске. 
Пароброд Радецки национална је реликвија Бугарске. Село у покрајини Сливен носи његово име, Радецки, а народни писац Иван Вазов написао је песму засновану на догађајима из маја 1876. године, која је данас популарна патриотска песма под називом Још увек бели дунавски таласи.